# Felipe Melo
Felipe Melo de Carvalho (Volta Redonda, 26. lipnja 1983.) bivši je brazilski nogometaš.
Tijekom igranja u Španjolskoj, igrač je stekao španjolsko državljanstvo zbog čega nema status stranca u klubovima iz EU. Bio je član brazilske reprezentacije na Svjetskom prvenstvu 2010. u JAR-u a s Cariocama je 2009. osvojio Kup konfederacija.

## Karijera

### Klupska karijera

#### Flamengo
Igrač je profesionalnu karijeru započeo 2001. u Flamengu u kojem je proveo dvije sezone pri čemu je skupio 24 nastupa i postigao tri pogotka. Zbog impresivnih nastupa za klub, Felipe Melo u ljeto 2003. prelazi u Cruzeiro.

#### Cruzeiro
Melo je u Cruzeiru proveo svega jednu sezonu u kojoj je odigrao 31 prvenstvenu utakmicu te je postigao dva gola. Dobirm igrama Felipe Melo je ponovo transferiran, ovaj puta u Grêmio.

#### Grêmio
Kao i u Cruzeiru, tako je i u Grêmiju igrač proveo jednu sezonu. Razlog tome bilo je ispadanje kluba u nižu ligu a klupski navijači kluba su naglasili da je Felipe Melo jedan od igrača koji su odgovorni za ispadanje Grêmia zbog loših igara.

#### RCD Mallorca
2005. igrač napušta Brazil i potpisuje za španjolsku RCD Mallorcu. Melo je u klubu proveo svega šest mjeseci do zimskog prijelaznog roka. Do tada je za klub odigrao samo osam utakmica Primere nakon čega je prodan Racing Santanderu.

#### Racing Santander
Felipe Melo je u novome klubu proveo dvije sezone gdje je dokazao vlastitu igračku vrijednost. Odigrao je gotovo 50 prvenstvenih utakmica te je postigao šest pogodaka.

#### Almeria
U srpnju 2007. Melo prelazi u redove novog prvoligaša Almerije gdje je bio stalni član prve momčadi. Zbog odličnih igara za klub, Felipe Melo je kao obrambeni vezni privukao veliki interes drugih europskih klubova tako da ga je u ljeto 2008. kupila Fiorentina.

#### Fiorentina
Nakon uspješne sezone u Almeriji, Melo je prešao u Fiorentinu u transferu vrijednom 13 milijuna eura. Vrijednost posla je potvrđena tek nakon utakmice španjolskog prvenstva između Almerije i Recreativo Huelve.
Brazilac je za novi klub debitirao u prvoj utakmici trećeg kola kvalifikacija za Ligu prvaka protiv Slavije Prag. Svoj prvi pogodak za Fiorentinu, Melo je postigao u prvenstvenoj utakmici protiv Atalante Bergamo. Nakon impresivne sezone u Fiorentini gdje je skupio 29 prvenstvenih nastupa u kojima je ukupno postigao dva pogotka, igrač je prešao u torinski Juventus.

#### Juventus
Nakon odličnog nastupa za Brazil na Kupu konfederacija 2009., Felipe Melo je 30. lipnja iste godine potpisao novi petogodišnji ugovor za Fiorentinu. U ugovoru je stajala odštetna klauzula u vrijednosti od 25 milijuna eura. U tom trenutku, u pregovore s igračem je najprije krenuo londonski Arsenal. Međutim, nakon nekoliko dana, interes za igrača je pokazao i Juventus. U konačnici je stvoren sporazum između Juventusa i Fiorentine prema kojem bi torinski nogometni div platio Fiorentini 25 milijuna eura za brazilskog igrača. 15. srpnja 2009. iz Juventusa u Fiorentinu prelazi Marco Marchionni (za 4,5 milijuna eura) a kasnije i Cristiano Zanetti (za 2 milijuna eura). Time je Juventusu omogućeno da za Felipe Mela plati Fiorentini 18,5 milijuna eura odštete u tri rate.
Melo je prvi pogodak za Juventus postigao u 3:1 pobjedi protiv AS Rome dok je u Derby d'Italia igranom kod kuće isključen iz igre jer je laktom udario Interovog napadača Marija Balotellija. Zbog toga je došlo do žestokog sukoba između Juventusovog vratara Gianluigija Buffona te Interovog veznjaka Thiaga Motte koje su odvojili suigrači.
U utakmici protiv AC Milana igranoj na San Siru u sezoni 2010./11. Melo je bio važna Juventusova karika na terenu te je proglašen igračem utakmice.

#### Galatasaray
22. srpnja 2011. Felipe Melo je prešao u turski Galatasaray na jednogodišnju posudbu vrijednu 1,5 milijuna eura uz opciju otkupljivanja igračeva ugovora za 13 milijuna eura. Igraču je ugovorom obećana godišnja plaća od 3,3 milijuna eura plus bonusi a Melo je trebao zamijeniti Lorika Canu na poziciji centralnog veznog. Felipe Melo je ubrzo postao ljubimac Galatasarayjevih navijača dok je zbog odličnih igara često bio proglašavan igračem utakmice. Tako je Melo svoj treći prvenstveni pogodak za klub postigao u derbiju protiv Fenerbahčea 7. prosinca 2011.

### Reprezentativna karijera
Felipe Melo je debitirao za Brazil 10. veljače 2009. u prijateljskoj utakmici protiv Italije koju je Brazil dobio s 2:0. Svoj prvi pogodak za Carioce igrač je postigao u kvalifikacijskoj utakmici za SP 2010. protiv Perua gdje je Brazil također pobijedio (3:0). U utakmici Kupa konfederacija igranog 2009. u Južnoj Africi, reprezentativac je za Brazil zabio prvi pogodak u visokoj 3:0 pobjedi protiv SAD-a u grupnoj fazi natjecanja. Na tom turniru kojeg je Brazil osvojio, Felipe Melo je startao u prvih 11 u svih pet utakmica.
Bivši brazilski izbornik Dunga je uvrstio Mela na konačni popis 23 reprezentativca za Svjetsko prvenstvo 2010. u Južnoj Africi.  U utakmici četvrtfinala igranoj u Port Elizabethu protiv Nizozemske, igrač je asistirao Robinhu za rani pogodak i vodstvo u 10. minuti. Međutim, isti igrač je kasnije zabio autogol koji se kasnije pripisao kao gol Wesleyja Sneijdera. Tim pogotkom je Nizozemska povela s 2:1. U 73. minuti je Felipe Melo isključen iz igre zbog prekršaja na Arjenu Robbenu.
Pri povratku u Brazil, reprezentativac je bio žestoko kritiziran od strane navijača kao glavni krivac poraza i ispadanja reprezentacije iz daljnjeg natjecanja.

#### Pogodci za reprezentaciju
| #  | Datum            | Mjesto                 | Protivnik | Rezultat | Natjecanje                |
| -- | ---------------- | ---------------------- | --------- | -------- | ------------------------- |
| 1. | 1. travnja 2009. | Porto Alegre, Brazil   | Peru      | 3:0      | Kvalifikacije za SP 2010. |
| 2. | 18. lipnja 2009. | Pretoria, Južna Afrika | SAD       | 3:0      | Kup konfederacija 2009.   |

## Privatni život
Felipe Melo ima sina kojeg je nazvao Lineker po engleskom nogometnom velikanu Garyju Linekeru.

## Vanjske poveznice
- Profil na Transfermarktu
- Profil na Soccerwayu